# Poésie
«Poésie» (рус. Стихи) — трёхъязычный авторский сборник стихотворений русского и американского писателя В. В. Набокова с переводами на итальянский, опубликованный в марте 1962 года издательством il Saggiatore в Милане.

## Создание и публикация
С владельцем издательства Арнольдо Мондрадори Набоков был знаком задолго до публикации этого сборника. По крайней мере, именно к нему в ноябре 1959 года он обратился с просьбой найти преподавателя вокала в Милане для Дмитрия. 13 декабря, когда Набоков и его жена Вера приехали в Милан, их там с итальянской широтой и пышностью принимал Арнольдо и его сын Альберто, в честь приезда Набокова был дан банкет:480-481. В начале ноября 1960 года они вновь посетили Милан, где опять их ждал пышный приём у тех же издателей:496. Однако и «Лолита», и «Пнин» на итальянском были выпущены другими издательствами.
Сборник «Poésie» — 80-й выпуск в серии «Biblioteca delle Silerchie».
Это первый авторский сборник, в котором опубликовано стихотворение «Какое сделал я дурное дело», до этого оно выходило в альманахе «Воздушные пути» № 2, 1961, с. 185.

## Содержание
- Шестнадцать русских стихотворений и их переводы на итальянский Альберто Пескетто (итал. Alberto Pescetto):

|     | Русский                                                         | Итальянский                                                           |
| --- | --------------------------------------------------------------- | --------------------------------------------------------------------- |
| 1.  | Я помню твой приход: растущий звон, "                           | "Ricordo il tuo arrivo: uno squillo crescente, "                      |
| 2.  | Вечер на пустыре. "Вдохновенье, розовое небо, "                 | Sera in un terreno vago. «Ispirazione, cielo roseo»                   |
| 3.  | Как я люблю тебя. «Такой зеленый, серый, то есть»               | Come ti amo. «Così verde, così grigio»                                |
| 4.  | На закате. "На закате, у той же скамьи, "                       | «In un tramonto, accanto alla medesima panca»                         |
| 5.  | L’Inconnue de la Seine. "Торопя этой жизни развязку, "          | L’Inconnue de la Seine. "Affrettando la fine di questa vita, "        |
| 6.  | «Что за-ночь с памятью случилось?»                              | «Che cosa accadde alla memoria nella notte?»                          |
| 7.  | Мы с тобою так верили. "Мы с тобою так верили в связь бытия     | "Noi credevamo tanto nel vincolo dell’esistenza                       |
| 8.  | Поэты. "Из комнаты в сени свеча переходит                       | Poeti. "Dalla stanza una candela passa nell’atrio                     |
| 9.  | "Отвяжись—я тебя умоляю!                                        | «Ti supplico—lasciami!                                                |
| 10. | Слава.                                                          | La gloria.                                                            |
| 11. | Парижская поэма                                                 | Poema di Parigi                                                       |
| 12. | Каким бы полотном батальным ни являлась                         | Qualsiasi apparenza di tela guerresca rivesta»                        |
| 13. | О правителях. «Вы будете (как иногда»                           | Sui governanti. "Voi (come talvolta                                   |
| 14. | К Кн. С. М. Качурину. «Качурин, твой совет я принял»            | Al Principe S.M. Kačurin. «Kačurin, ho seguito il tuo consiglio»      |
| 15. | Был день как день. «Был день как день. Дремала память. Длилась» | «Era un giorno come un altro. La memoria era assopita. Si prolungava» |
| 16. | "Какое сделал я дурное дело, "                                  | «Che delitto ho commesso?»                                            |

- Четырнадцать английских стихотворений и их переводы на итальянский Энцо Сицилиано[итал.] (итал. Enzo Siciliano):

|     | Английский                                                                  | Итальянский                                                                            |
| --- | --------------------------------------------------------------------------- | -------------------------------------------------------------------------------------- |
| 1.  | The Refrigerator Awakes. «Crash!»                                           | Il frigorifero si desta. «Crash!»                                                      |
| 2.  | A Literary Dinner. «Come here, said my hostess, her face making room»       | Un pranzo letterario. «Venga, disse la mia ospite, il suo volto dando luogo»           |
| 3.  | A Discovery. «I found it in a legendary land»                               | Una scoperta. "Lo trovai in una terra leggendaria                                      |
| 4.  | The Poem. «Not the sunset poem you make when you think aloud»               | 'La poesia. «Non fai la poesia del tramonto se pensi ad alta voce»                     |
| 5.  | An Evening of Russian Poetry. «The subject chosen for tonight’s discussion» | Una serata di poesia Russa. «L’argomento scelto per la discussione di stasera»         |
| 6.  | The Room. «The room a dying poet took»                                      | La stanza. «La stanza che un poeta moribondo prese»                                    |
| 7.  | Voluptates Tactionum. «Some inevitable day»                                 | Voluptates Tactionum. «Inevitabilmente un certo giorno»                                |
| 8.  | Restoration. «To think that any fool may tear»                              | Restauro. «Pensare che ogni sciocco può lacerare»                                      |
| 9.  | The Poplar. «Before this house a poplar grows»                              | Il Pioppo. «Davanti a questa casa cresce un pioppo»                                    |
| 10. | Lines Written in Oregon. «Esmeralda! Now we rest»                           | Versi scritti nell’Oregon. «Esmeralda! Ora riposiamo»                                  |
| 11. | Ode to a Model. «I have followed you, model»                                | Ode a una modella. «Ti ho seguito, modella»                                            |
| 12. | On Translating «Eugene Onegin». «What is translation? On a platter»         | Nel tradurre di «Eugenio Onegin». «Cos'è una traduzione? Su un piatto»                 |
| 13. | Rain. «How mobile is the bed on this»                                       | Pioggia. «Come è mobile il letto in queste»                                            |
| 14. | The Ballad of Longwood Glen. "That Sunday morning, at half past ten, "      | La ballata della Valletta di Longwood. "Quella domenica mattina, alle dieci e mezza, " |

### Рекомендуемые источники
- Cagidemetrio A., Rizzi D., Набоков / Nabokov. Un’eredità letteraria. Venezia : Cafoscarina 2007. 172 p. (подробности связей Набокова с Италией)